# Deutsche Botschaft Astana
Die Deutsche Botschaft Astana ist die diplomatische Vertretung der Bundesrepublik Deutschland in der Republik Kasachstan.

## Lage und Gebäude
Die Kanzlei der Botschaft befindet sich im südwestlichen Teil des Zentrums der kasachischen Hauptstadt Astana im Stadtviertel Shubar Township am Westufer des Ischim. Im demselben Gebäude sind auch die Vertretungen von Österreich, Japan und dem Vereinigten Königreich untergebracht. Die Straßenadresse lautet: ul. Kosmonawtow 62, Mikrodistrikt Chubary, 010000 Astana.
Das Außenministerium Kasachstans ist 3 Kilometer entfernt südlich gelegen in wenigen Minuten zu erreichen. Der Internationale Flughafen Nursultan Nasarbajew liegt in gut 15 Kilometer Entfernung südlich der Stadt; die Fahrt dauert in der Regel eine knappe halbe Stunde.
In den Jahren 2004 bis 2006 ließ die Bundesbauverwaltung eine angemietete Bürofläche mit 1200 Quadratmetern Nutzfläche als Kanzlei der Botschaft Astana herrichten. Mit der Verlegung der kasachischen Hauptstadt von Almaty nach Astana war der Umzug der Botschaft notwendig geworden. Das gewählte, im Jahr 2000 errichtete Bürogebäude ist verkehrsgünstig gelegen und repräsentativ. Die deutschen baulichen und sicherheitsrelevanten Standards wurden durch Abriss der vorhandenen Ausstattung und Neuerstellung der Raumaufteilung mit Schalterraum erreicht. Die Kanzlei erstreckt sich über drei Ebenen, die durch Treppen verbunden sind und nur durch Mitarbeiter und Gäste über die Eingangsschleuse im 2. Stockwerk betreten werden können. Visa-Kundschaft gelangt über einen separaten Zugang über eine Sicherheitsschleuse in den 146 Quadratmeter großen Wartebereich des Rechts- und Konsularreferats. Die Errichtung eines neuen eigenen Botschaftsgebäudes ist grundsätzlich vorgesehen.

## Auftrag und Organisation
Die Deutsche Botschaft Astana hat den Auftrag, die deutsch-kasachischen Beziehungen zu pflegen, die deutschen Interessen gegenüber der Regierung von Kasachstan zu vertreten und die Bundesregierung über Entwicklungen in Kasachstan zu unterrichten.
In der Botschaft werden die Sachgebiete Politik, Wirtschaft, Kultur und Bildung bearbeitet.
Das Referat für Rechts- und Konsularangelegenheiten der Botschaft hat als konsularischen Amtsbezirk die Städte und Gebiete Astana, Karaganda, Ostkasachstan (Öskemen), Pawlodar, Nordkasachstan (Petropawlowsk), Akmolinsk (Kokschetau) und Kostanai. Es bietet konsularische Dienstleistungen für dort ansässige deutsche Staatsangehörige an. Die Visastelle des Referats stellt Visa für tadschikische Staatsangehörige aus.
Der Amtsbezirk des Generalkonsulats Almaty umfasst: Almaty, Gebiet Almaty (Taldykurgan), Schambyl (Taras), Südkasachstan (Schymkent), Kysylorda, Aktobe, Mangistau (Aktau), Atyrau und Westkasachstan (Uralsk).

## Geschichte
Nach dem Zerfall der Sowjetunion wurde die Republik Kasachstan am 16. Dezember 1991 ein unabhängiger Staat. Die Bundesrepublik Deutschland eröffnete am 20. Oktober 1992 ihre Botschaft in Almaty, die am 5. November 2007 in ein Generalkonsulat umgewandelt wurde. Am 10. August 2004 war in Astana eine Außenstelle der Botschaft Almaty eingerichtet worden, die am 5. November 2007 die Funktion der Botschaft übernahm. Von 2019 bis 2022 trug Astana den Namen Nur-Sultan.